# Монтейру, Вания
Вания Монтейру (порт. Vânia Monteiro; род. 9 августа 1986, Санта-Катарина, острова Сотовенту) — кабо-вердианская художественная гимнастка. Участница летних Олимпийских игр 2004 и 2008 годов, чемпионка и трёхкратный бронзовый призёр чемпионата Африки 2006 года.

## Биография
Вания Монтейру родилась 9 августа 1986 года в кабо-вердианском муниципалитете Санта-Катарина.
Выступала в соревнованиях по художественной гимнастике за АГП из Сантьягу. Тренировалась под началом Елены Атмачевой.
В 2004 году вошла в состав сборной Кабо-Верде на летних Олимпийских играх в Афинах. В квалификации личного многоборья заняла последнее, 24-е место, набрав 71,900 балла и уступив 24,025 балла попавшей в финал с 10-го места Светлане Рудаловой из Белоруссии. Была знаменосцем сборной Кабо-Верде на церемонии открытия Олимпиады.
В 2006 году завоевала четыре медали на чемпионате Африки в Кейптауне: золото в упражнениях с булавами, бронзу в упражнениях со скакалкой, мячом и лентой.
В 2008 году вошла в состав сборной Кабо-Верде на летних Олимпийских играх в Афинах. В квалификации личного многоборья заняла последнее, 24-е место, набрав 49,050 балла и уступив 17,775 балла попавшей в финал с 10-го места Альмудене Сид из Испании. Была знаменосцем сборной Кабо-Верде на церемонии открытия Олимпиады.